# Реформатское училище (Санкт-Петербург)
Реформатское училище (Училище при реформатских церквах) — среднее учебное заведение в Санкт-Петербурге, существовавшее в 1818—1918 годах.

## История
Училище, располагавшееся в доме 38 по набережной реки Мойки, было образовано реформатской общиной Петербурга в 1818 году на базе пансиона пастора И. фон Муральта и первоначально имело с ним общее управление и преподавательский состав. В училище обучались дети всех сословий на трёх курсах: гимназическом (8 лет), реальном (7 лет) и коммерческом (аттестат не выдавался). Ежегодный выпуск составлял 10-20 человек. В ноябре 1863 года училище получило права правительственных средних учебных заведений.
После смерти Муральта в 1850—1856 годах училище возглавлял Училищный совет, который в 1859 году избрал директором Давида Марго. После его смерти в 1872 году заведование перешло к пастору Г. Дальтону; с 1873 по 1888 годы директором училища был Эрнст Рихардович Шульце. С 1 июня 1888 года директором был назначен Р. О. Ланге; после него — А. А. Брок.

## Преподавание
В училище преподавались общеобразовательные предметы (в том числе история, право, латинский и немецкий языки), а также политическая география и коммерческая математика.
В училище преподавали географ и историк К. И. Арсеньев, будущий директор музея антиков Эрмитажа Ф. А. Жилль, доктор юриспруденции Ф. И. Липман (преподавал историю, древние языки, психологию), минералог А. Ф. Постельс. О высоком уровне преподавания в училище свидетельствует приглашение его педагогов для преподавания наследнику, будущему императору Александру II.

## Выпускники училища
Выпускники имели право поступать на статскую и военную службу, а также в университеты России и других стран.
За сто лет училище выпустило более 2 тысяч воспитанников. Многие из выпускников стали студентами Петербургского, Дерптского и Харьковского университетов, Военно-медицинской академии, Политехнического, Электротехнического, Технологического, Горного институтов, Институтов гражданских инженеров и инженеров путей сообщений, Академии художеств.
В числе известных выпускников училища:
- писатель и издатель Н. А. Лейкин
- художник, мастер гравюры и педагог В. В. Матэ[К 2]
- историк Петербурга писатель и журналист М. И. Пыляев[К 2]
- директор правления АО мануфактур М. Э. Бонштедт
- доктор медицины Э. Э. Бонштедт
- доктор медицины ортопед Р. Р. Бурсиан
- товарищ председателя Санкт-Петербургской футбольной лиги К. П. Бутусов
- профессор химии Горного института, один из изобретателей синтетического каучука Б. В. Бызов.

## История здания
Здание училища было сооружено в 1810-е годы на основе постройки середины XVIII века. Перестроено в 1899—1900 годах архитектором И. А. Гальнбеком. Является объектом культурного наследия регионального значения.
Училище было закрыто в 1918 году в связи с ограничением деятельности инославных и иностранных приходов. В настоящее время в здании располагается средняя общеобразовательная школа № 636 с углубленным изучением иностранных языков.

## Комментарии
1. ↑  Пансион пастора И. фон Муральта существовал в 1811—1838 годы[1].
2. 1 2  Не окончил полного курса[3].